# Ängbyvagn

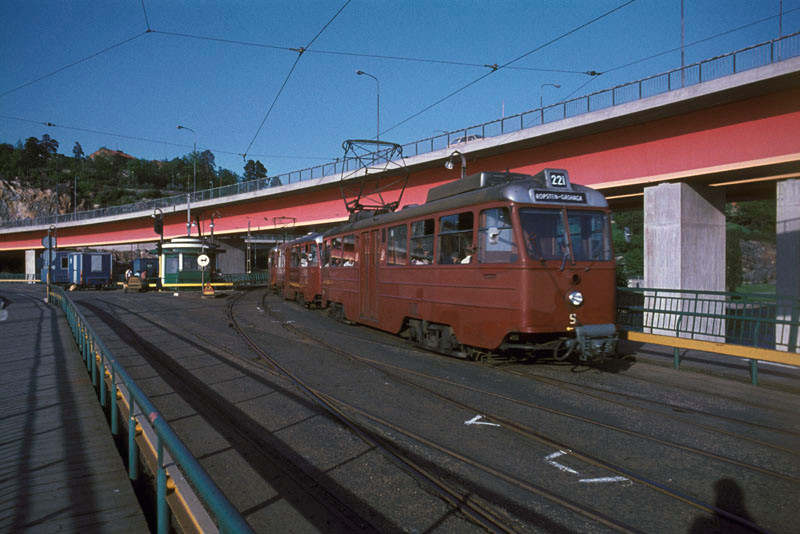
Zug in den ursprünglichen Farben und mit den ursprünglichen Türen in den 1970er-Jahren auf der alten Lidingöbrücke

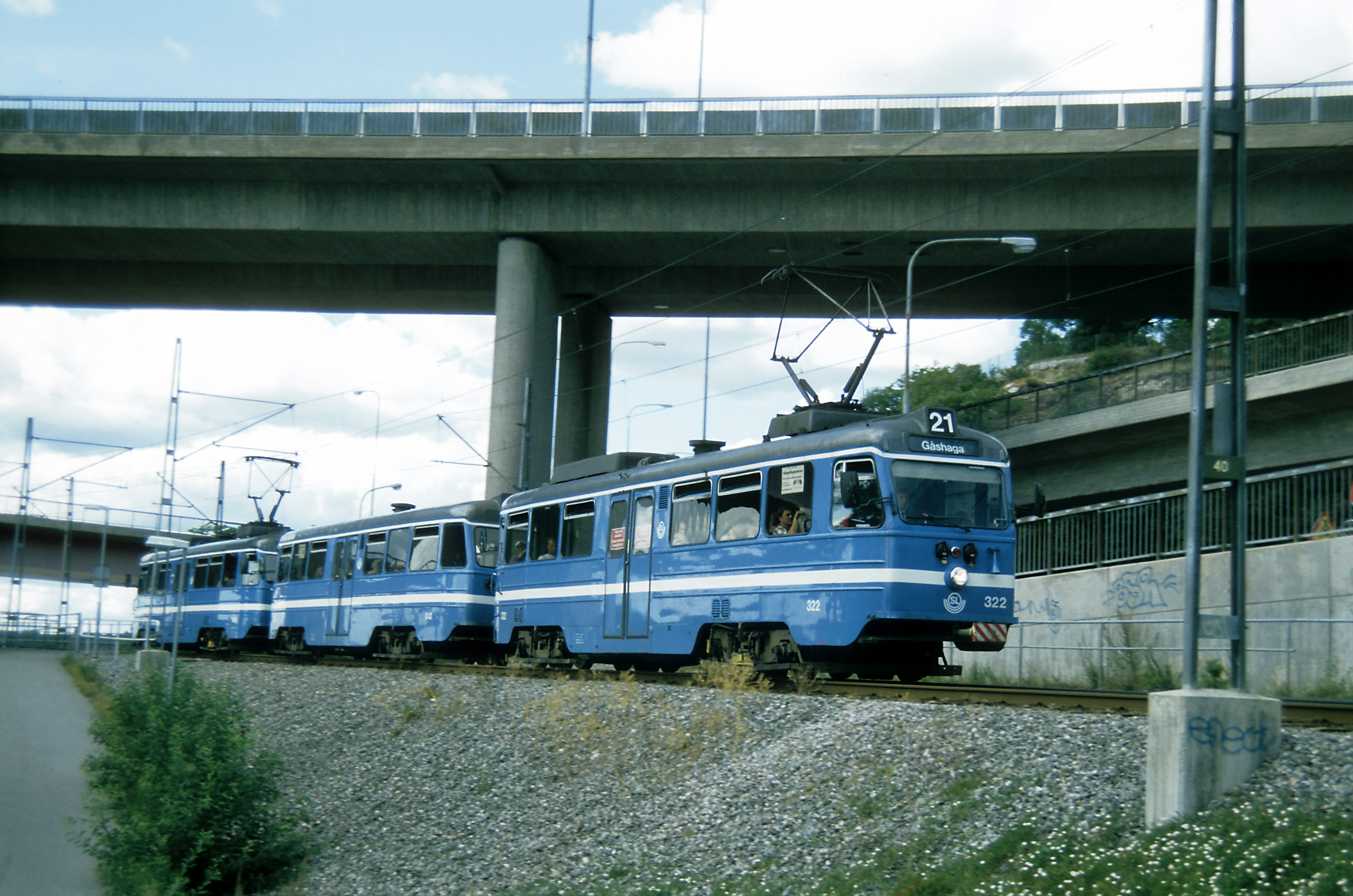
Ein Dreiwagenzug aus A30B/B30B auf der Lidingöbahn 1996

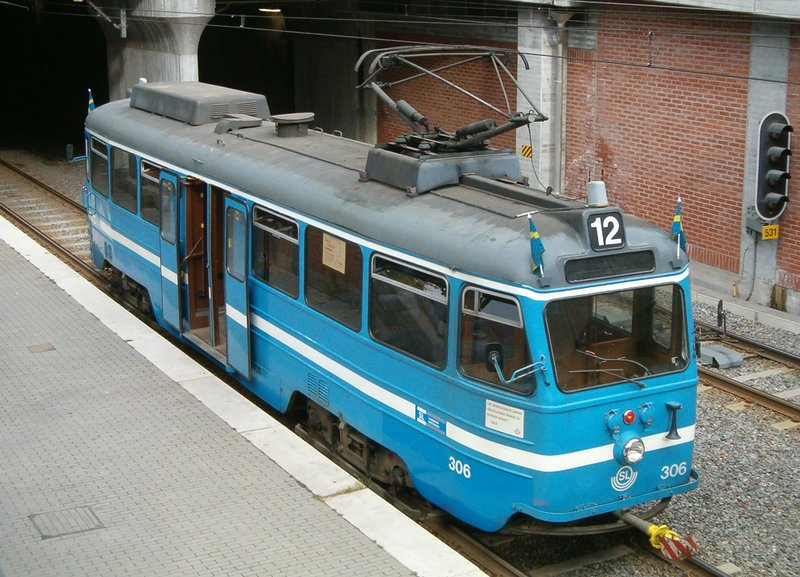
Der modernisierte A30 306 (ex SSLidJ/LiB 10, 1949) 2004 auf der Nokebybahn in Alvik

Ängbyvagnar ist der Name eines Straßenbahnwagentyps, der zwischen 1944 und 1952 an Stockholms Spårvägar (SS) und die Lidingöbahnen (Norra Lidingöbanan und Södra Lidingöbanan) geliefert wurde. Es wurden 55 Triebwagen und 38 Anhänger (total 93 Fahrzeuge) gebaut. Die Typenbezeichnung lautete A24/B24 und A23/B23 und in der modernisierten Version A30/B30. Nach Einstellung vieler schwedischer Straßenbahnsysteme bis zum Dagen H 1967 – dem Wechsel von Links- auf Rechtsverkehr – und vor der Eröffnung neuer Stadtbahnstrecken ab 2000 war dies, abgesehen von Museumswagen, der einzige Straßenbahnwagentyp in Stockholm.

## Entwurf und Beschaffung
Für den Einsatz auf der neuen Ängbybana zwischen Tegelbacken und dem heutigen Islandstorget wurde ein neuer Straßenbahntyp benötigt. Da für diesen Abschnitt bereits Pläne für eine U-Bahn existierten, war es eine Voraussetzung, dass die Wagen danach auf andere Linien eingesetzt werden konnten. Es wurde angenommen, dass die meisten Fahrgäste längere Strecken zurücklegen wollten. Daher wurde ein Wagen mit wenigen Türen, vielen Sitzen und einem mobilen Schaffner für am besten geeignet angesehen.
Es wurde ein Wagen mit einer Breite von 2,5 Metern geplant, was von den Behörden jedoch nicht akzeptiert wurde. Die Wagen wurde daher 2,4 Meter breit gebaut. Da gute Erfahrungen mit Wagen mit Mittelplattform und einem Fahrgastabteil auf jeder Seite vorlagen, wurde diese Bauweise auch für die neuen Wagen gewählt, die als Zweirichtungswagen gebaut werden sollten. Zuvor war je nach Bedarf ein Triebwagen mit einem oder zwei Beiwagen eingesetzt worden. Um zwei Triebwagen in einem Zug einsetzen zu können, wurden diese mit einer Vielfachsteuerung ausgestattet. Ein normaler Zug bestand aus zwei Triebwagen mit einem Beiwagen dazwischen. Die Triebwagen hatten an beiden Enden einen Führerstand.
Zur Ausstattung der Wagen gehörten gummigefederte Räder (SAB-Räder), automatische Kupplungen, pneumatisch betätigte Türen, Lautsprecher für die Haltestellenansage, Geschwindigkeitsmesser und elektrisch betriebene Scheibenwischer.
Es wurden 56 Wagen bestellt, davon 34 Triebwagen. Sechs Triebwagen und sechs Beiwagen sollten von Hägglund & Söner in Örnsköldsvik geliefert werden, während der Rest bei ASEA in Zusammenarbeit mit ASJ bestellt wurde. Aufgrund von Materialengpässen während des Krieges verzögerten sich die Lieferungen und im Juli 1944 trafen die ersten Wagen ein. Die ASEA-Wagen erhielten die Bezeichnungen A24A 366–393 (Triebwagen) und B24A 630–639 und 646–651 (Beiwagen), während die Hägglund-Triebwagen die Nummern A24H 394–399 und die Beiwagen B24H die Nummern 640–645 erhielten. 1949 wurden die Bezeichnungen A24A/B24A in A24/B24 und A24H/B24H in A23/B23 geändert.

## Lidingöbanan
Die Norra Lidingöbana (Lidingö Trafik AB – LiB), betrieben seit 1907, und die Södra Lidingöbana (Trafik AB Stockholm Södra Lidingöns Järnväg – SSLidJ), betrieben seit 1914, benötigten Ende der 1930er Jahre neue Fahrzeuge. Es gab Vorschläge für einen neuen Wagentyp, aber die Ausführung wurde von Plänen der SS über eine mögliche Schließung beeinflusst.
Zu diesem Zeitpunkt war ungewiss, ob die Strecke auf dem SS-Netz nach Humlegården beibehalten oder ob Ropsten die neue Endstation sein würde. Für die nördliche Strecke gab es Pläne für die Stilllegung und den Ersatz durch eine Buslinie. Der Ausbruch des Krieges im Jahr 1939 verzögerte jedoch die Schließungspläne, und die alten Wagen mussten überholt werden, um den Betrieb aufrechtzuerhalten. Im Jahr 1942 unterbreitete ASEA ein Angebot für neue Wagen anstelle des Modernisierung der alten Wagen. Die neuen Wagen sollten vom gleichen Typ sein wie die Wagen, die an die Ängbybana geliefert werden sollten.
1943–46 bestellte die Nordbahn (LiB) sieben Triebwagen (Nr. 6–12) und vier Beiwagen mit Führerstand, also Steuerwagen, (Nr. 24–27). Södra banan (SSLidJ) bestellte neun Triebwagen (Nr. 11–19) und fünf Steuerwagen (Nr. 27–31). Die Auslieferung erfolgte in den Jahren 1945–49. Die Farbgebung unterschied sich vom Blau-Weiß der SS, es wurde ein rötlich-brauner Farbton mit der Bezeichnung „dunkles venezianisches Rot“ gewählt. Bei einem Großbrand in der Wagenhalle der SSLidJ im September 1949 wurden fünf Triebwagen (11–12 und 14–16) und sechs Steuerwagen (28–31 und 26–27 der LiB) vollständig zerstört. Als Ersatz konnten kurzfristig zwei Wagen von der SS übernommen werden (30–31 ex 630–631) und es wurden neue Wagen bestellt, die 1951–52 geliefert wurden (SSLidJ 14–16, 20 und 21 und 28, 29, 32 und 33; LiB 34–36). 1955–63 kauften LiB und SSLidJ acht Triebwagen (Nummern 42–49) und drei Steuerwagen (37–39 ex 648–650 und 1985 40 ex 646) von SS. Die Lidingö-Wagen wurden als A24B und B24B bezeichnet.

## Betriebseinsatz
Nach einigen Anpassungen während der ersten Betriebsjahre funktionierten die Wagen gut. Wegen der Umbauarbeiten für die U-Bahn wurden die Ängby-Wagen in die Enskedehalle verlegt und auf den Linien 8 und 19 eingesetzt. 1950 kehrten die meisten von ihnen auf die Ängbybana zurück und blieben dort bis 1952, als sowohl die westliche als auch die südliche U-Bahn fertiggestellt wurden. Nun wurden sie in die Brännkyrkahalle verlegt, um auf den Linien 14 und 17 nach Fruängen eingesetzt zu werden. Auch auf der Linie 12 zwischen Alvik und Nockeby wurden einige Züge in Betrieb genommen. Ab 1957 wurden die Beiwagen analog zu den Lidingöbahnen zu Steuerwagen umgebaut. 1958 wurde der Triebwagen A24 365 aus Teilen von A23 398 und B24 638 zusammengesetzt. 1964 wurde auch die Strecke nach Fruängen auf U-Bahn umgestellt, wodurch der Bedarf an Wagen reduziert wurde. Von da an wurde der Wagentyp nur noch auf der Linie 12 (Nockebybanan) und den Lidingöbahnen (Norra Lidingöbanan und Södra Lidingöbanan) eingesetzt.

## Geringerer Fahrzeugbedarf, Umbau und Stilllegung
Die ersten Wagen, die verschrottet wurden, waren 1964 die zwölf Hägglund-Wagen, die schlechtere Laufeigenschaften und eine weniger gelungene Konstruktion aufwiesen. Als die Norra Lidingöbana 1971 geschlossen wurde, wurden die Triebwagen 43, 44 und 48 sowie die Steuerwagen 24, 25, 30, 38 und 39 nach erfolglosen Verkaufsversuchen verschrottet. Weitere Waggons wurden nach Kollisionen und anderen Schäden verschrottet. 1980 verfügte die Nockebybana über 13 A24 und 7 B24. Im selben Jahr verfügte die Lidingöbana über 17 A24 und 8 B24.
Anfang der 1980er Jahre wurde beschlossen, die Wagen grundlegend zu erneuern. Der Grund dafür war, dass sie verschlissen waren und der Betrieb nicht eingestellt werden sollte, wie es die Alternative gewesen wäre. Die Nockebybana bekam zuerst umgebaute Waggons. Fast alles in den Waggons wurde ersetzt. Außer den Drehgestellen und dem Kasten wurden im Wesentlichen nur der Umrichter, der Kompressormotor sowie einige Schütze und Ventile beibehalten. Die alte Steuerkurbel im Führerhaus wurde durch einen Fahrhebel und ein elektronisches Schaltsystem der AEG mit einer Nockenrolle unter dem Wagen ersetzt, und die automatische Kupplung wurde durch manuelle Kupplungen (Albert-Kupplungen) und separate Kabel für die Übertragung von Signalen und Strom zur Steuerkurbel ersetzt.
Die Nockeby-Wagen hatten seit 1971 einen Türzugang vom Fahrersitz aus. Dies wurde auch auf Lidingö eingeführt. Während der Umbauphase wurden einige Nockebywagen als A24C (373, 374, 376, 379, 387) und B24C (634, 636) nach Lidingö umbeheimatet. Zwei Triebwagen wurden vorübergehend als Steuerwagen hergerichtet, B24D 652 ex 387 und B24E 20. Nachdem die Nockebybana 1988 alle ihre 10 A30 und 7 B30, wie die umgebauten Wagen genannt wurden, erhalten hatte, bekam die Lidingöbana bis 1994 14 A30B und 6 B30B. Die Triebwagen trugen die Nummern 301–324 und die Steuerwagen 601–613. Im Juni 2009 wurden die letzten Nockebybana-Ängby-Wagen durch den gleichen Wagentyp ersetzt, der auch auf der Tvärbana verkehrt, den A32. Nr. 605 war zuvor zur Lidingöbana überführt worden, um Nr. 608 zu ersetzen, der 1998 bei einem Brand beschädigt worden war. Die 20 Wagen auf der Lidingöbana waren bis zum 20. Juni 2013 im Einsatz, als die Strecke für Modernisierungsarbeiten stillgelegt wurde. Danach wurden sie bei Stena Metall in Järfälla verschrottet.

## Museumswagen
Zwei Lidingö-Wagen, A24 16 und B24 34, sind auf der Museumsbahn in Malmköping erhalten. Diese haben die rötlich-braune Farbe der Lidingö-Variante. Außerdem gibt es die A24B 17 und 42 sowie den A24C 373. Dies waren die letzten Fahrzeuge auf der Lidingöbana, die nicht zu A30 umgebaut wurden. Nr. 42 befindet sich im Stockholmer Straßenbahnmuseum. Nr. 17 steht in Lidingö und Nr. 373 in Malmköping, beide wurden auch auf der Djurgårdslinie eingesetzt. Von den auf A30/B30 umgerüsteten Wagen befinden sich Nr. 302 und Nr. 604 ebenfalls in Malmköping. Der A30 304 ist noch auf der Nockebybana/Tvärbana als Eiskratzer im Einsatz.